# Ligne 8 du métro de Mexico
Pour les articles homonymes, voir Ligne 8.
La ligne 8 est une des douze lignes du métro de Mexico, au Mexique.
Elle dessert 20,1 km de ligne et 19 stations.

## Histoire

### Chronologie
- 1988 : lancement des travaux de la ligne
- juillet 1994 : circulation du premier MP-82, provenant des lignes 1, 3 et 7
- 20 juillet 1994 : mise en service de la ligne entre Garibaldi et Constitución de 1917

### Liste des stations
- Garibaldi-Lagunilla
- Bellas Artes
- San Juan de Letrán
- Salto del Agua
- Doctores
- Obrera
- Chabacano
- La Viga
- Santa Anita
- Coyuya
- Iztacalco
- Apatlaco
- Aculco
- Escuadrón 201
- Atlalilco
- Iztapalapa
- Cerro de la Estrella
- UAM-I
- Constitución de 1917